# 天窗

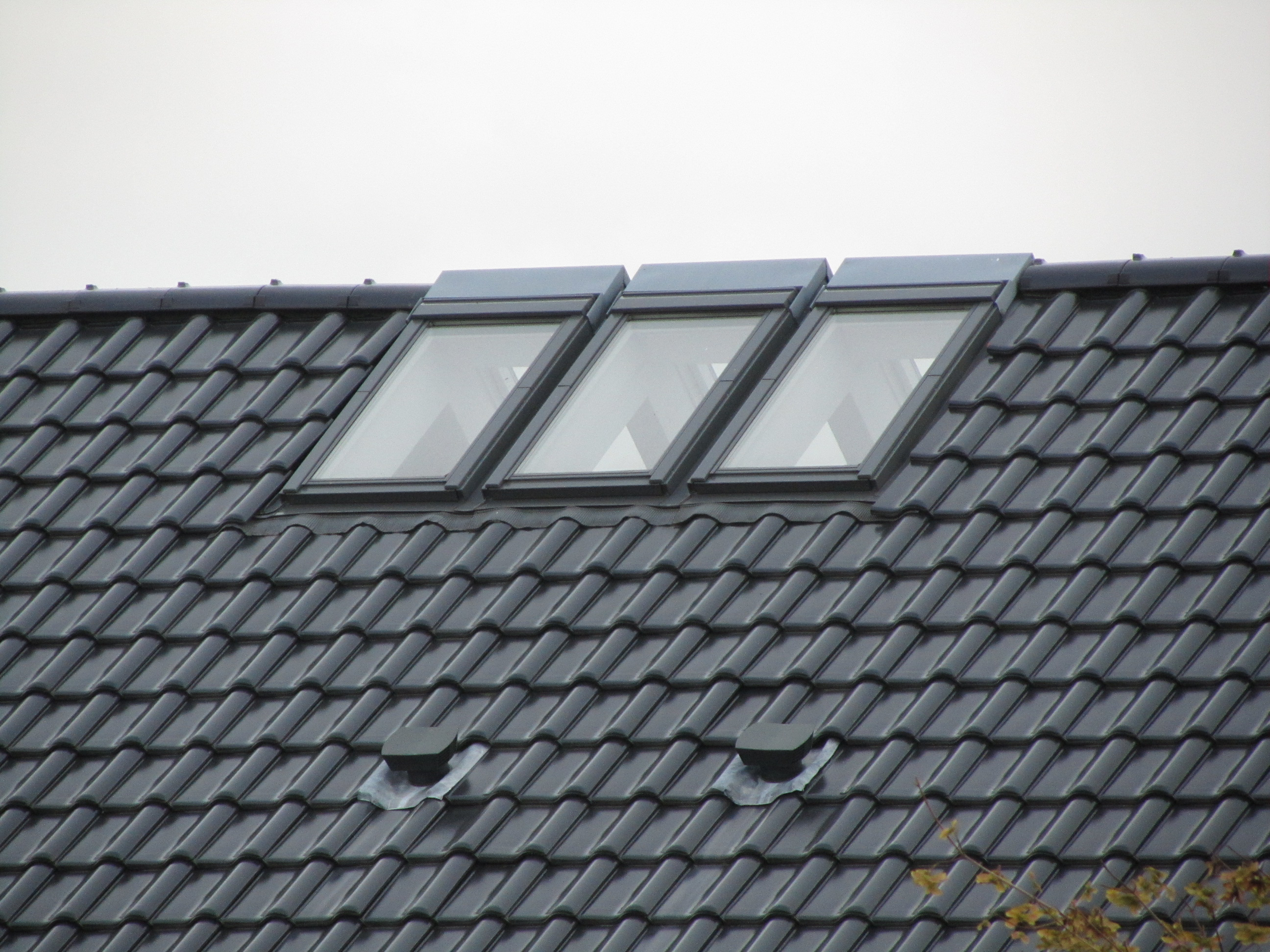
德國下薩克森州蘇林根一棟房屋的天窗

天窗，为采光和通风而在屋顶开设的窗户，常见于旧时建筑。现代除了用于建筑房屋外也用于汽车顶部。天窗常常會跟老虎窗混為一談。
天窗在现代建筑中应用广泛，种类繁多。例如进深较大的建筑物常设天窗，可增進採光。美术学院的繪畫教室屋顶也多设天窗，為了畫畫時光線明暗變化較少和光線集中。汽车天窗则是做為通風、换气與取光的设置。

## 历史
开放式天窗早在在古罗马建筑中就很常见，如万神殿的圆形天窗。工业革命以后，玻璃生产技术不断进步。20世纪中叶以来，天窗开始大规模生产并使用，应用场景也不断丰富。之后为了追求节能导致了安装天窗更常见、设计创新（例如透光率）更丰富。